# Eucharassus nevermanni
Eucharassus nevermanni är en skalbaggsart som beskrevs av Julius Melzer 1934. Eucharassus nevermanni ingår i släktet Eucharassus och familjen långhorningar.
Artens utbredningsområde är Costa Rica. Inga underarter finns listade i Catalogue of Life.